# Mistrzostwa World Muscle Power
Mistrzostwa World Muscle Power Classic – doroczne, indywidualne zawody siłaczy, organizowane od 1985 r., występujące również pod nazwą World Muscle Power Championships.

WYNIKI ZAWODÓW (tylko najlepszych trzech):
| Rok  | 1. miejsce                      | 2. miejsce                                                          | 3. miejsce                                                          |
| ---- | ------------------------------- | ------------------------------------------------------------------- | ------------------------------------------------------------------- |
| 1985 | Jón Páll Sigmarsson Islandia    | Geoff Capes Anglia                                                  | Bill Kazmaier Stany Zjednoczone                                     |
| 1986 | Jón Páll Sigmarsson Islandia    | Mark Higgins Anglia                                                 | Simon Wulfse Holandia                                               |
| 1987 | Geoff Capes Anglia              | Jón Páll Sigmarsson Islandia                                        | Simon Wulfse Holandia                                               |
| 1988 | Bill Kazmaier Stany Zjednoczone | Geoff Capes Anglia                                                  | Jón Páll Sigmarsson Islandia                                        |
| 1989 | Jón Páll Sigmarsson Islandia    | Jamie Reeves Anglia                                                 | Ab Wolders Holandia                                                 |
| 1990 | Jón Páll Sigmarsson Islandia    | Mark Higgins Anglia                                                 | Hjalti Arnason Islandia                                             |
| 1991 | Jón Páll Sigmarsson Islandia    | Jamie Reeves Anglia                                                 | Magnús Ver Magnússon Islandia                                       |
| 1992 | Jamie Reeves Anglia             | Magnús Ver Magnússon Islandia ex aequo Jón Páll Sigmarsson Islandia | Magnús Ver Magnússon Islandia ex aequo Jón Páll Sigmarsson Islandia |
| 1993 | Manfred Höberl Austria          | nieznany                                                            | nieznany                                                            |
| 1994 | Manfred Höberl Austria          | Magnús Ver Magnússon Islandia                                       | Anton Boucher Namibia                                               |
| 1995 | Magnús Ver Magnússon Islandia   | Forbes Cowan Szkocja                                                | Gary Taylor Walia                                                   |
| 1996 | Forbes Cowan Szkocja            | Magnus Samuelsson Szwecja                                           | Torfi Ólafsson Islandia                                             |
| 1997 | Raimonds Bergmanis Łotwa        | Mark Philippi Stany Zjednoczone                                     | Regin Vágadal Wyspy Owcze                                           |
| 1998 | Jouko Ahola Finlandia           | Raimonds Bergmanis Łotwa                                            | Mark Philippi Stany Zjednoczone                                     |
| 1999 | Hugo Girard Kanada              | Mark Philippi Stany Zjednoczone                                     | Bill Pittuck Anglia                                                 |
| 2000 | NIE ROZGRYWANO                  | NIE ROZGRYWANO                                                      | NIE ROZGRYWANO                                                      |
| 2001 | Hugo Girard Kanada              | Svend Karlsen Norwegia                                              | Magnus Samuelsson Szwecja                                           |
| 2002 | Svend Karlsen Norwegia          | Hugo Girard Kanada                                                  | Janne Virtanen Finlandia                                            |
| 2003 | Hugo Girard Kanada              | Mariusz Pudzianowski Polska                                         | Magnus Samuelsson Szwecja                                           |
| 2004 | Hugo Girard Kanada              | Wasyl Wirastiuk Ukraina                                             | Žydrūnas Savickas Litwa                                             |